# سميستاد

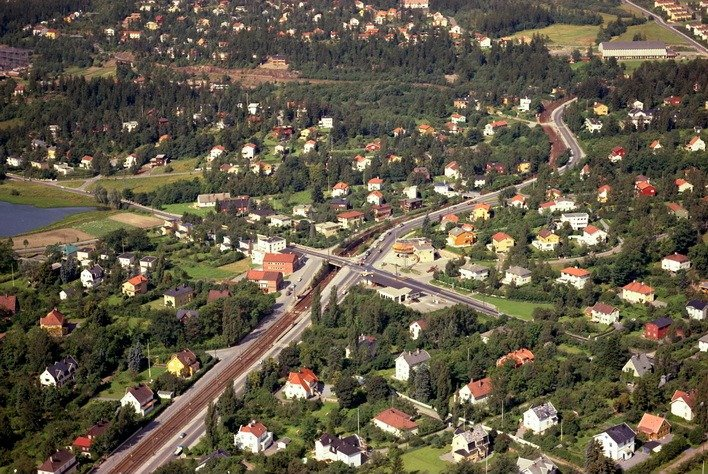
Røabanen في سميستاد

سميستاد (بالنرويجية: Smestad) هي منطقة سكنية تقع في فستره آكر في الشمال الغربي من أوسلو، عاصمة مملكة النرويج.  يأتي الاسم من الإسكندنافية القديمة (Smiðsstaðir) وهو اسم مزارع خلال القرن الثاني عشر الميلادي يُدعى Smiðr «الحداد». تم تدشين محطة القطار في نوفمبر 1912م.

## وصلات خارجية
- موسوعة النرويج، باللغة النرويجية

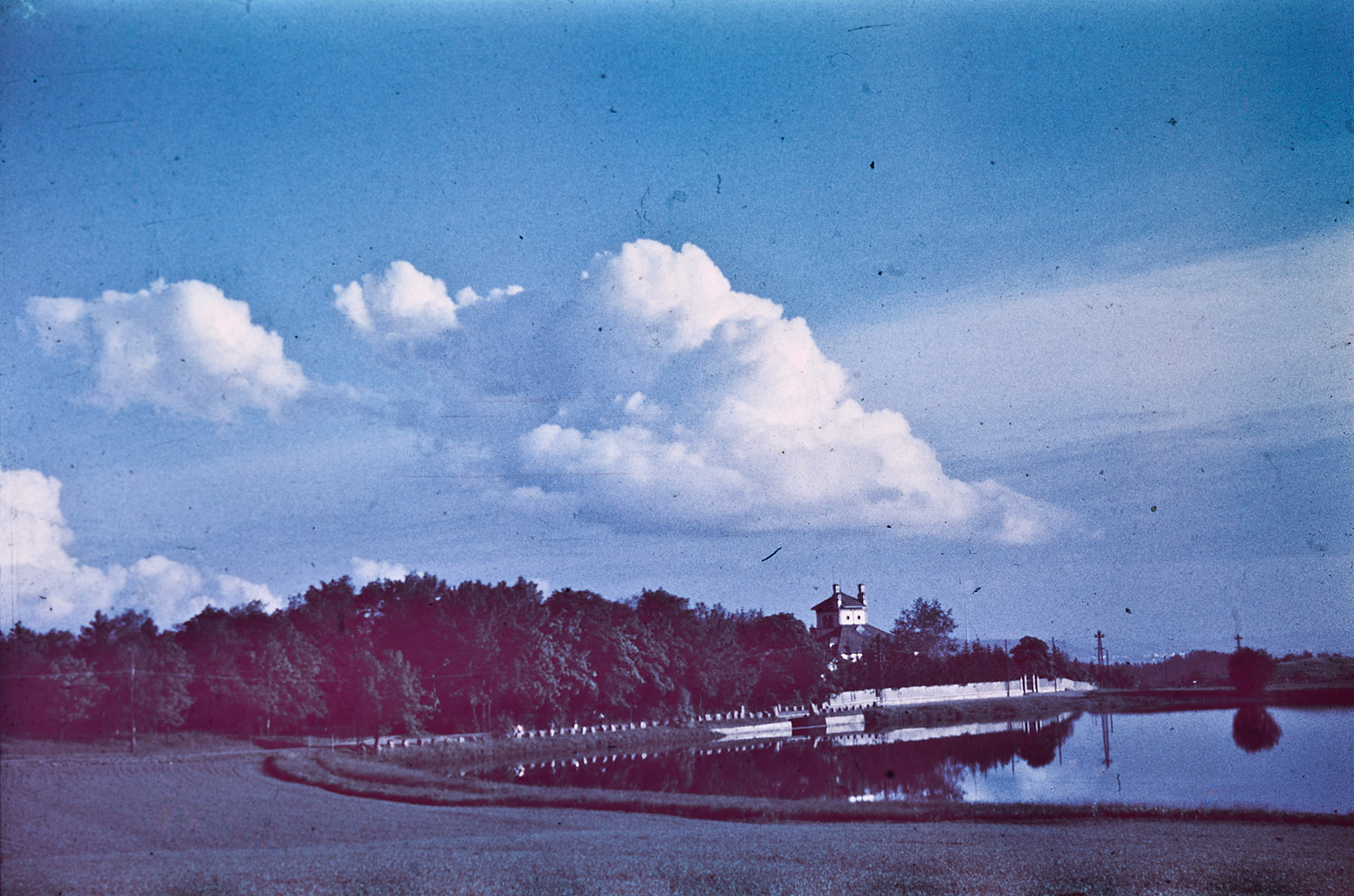
1937 بتصوير المهندس توماس نيومان
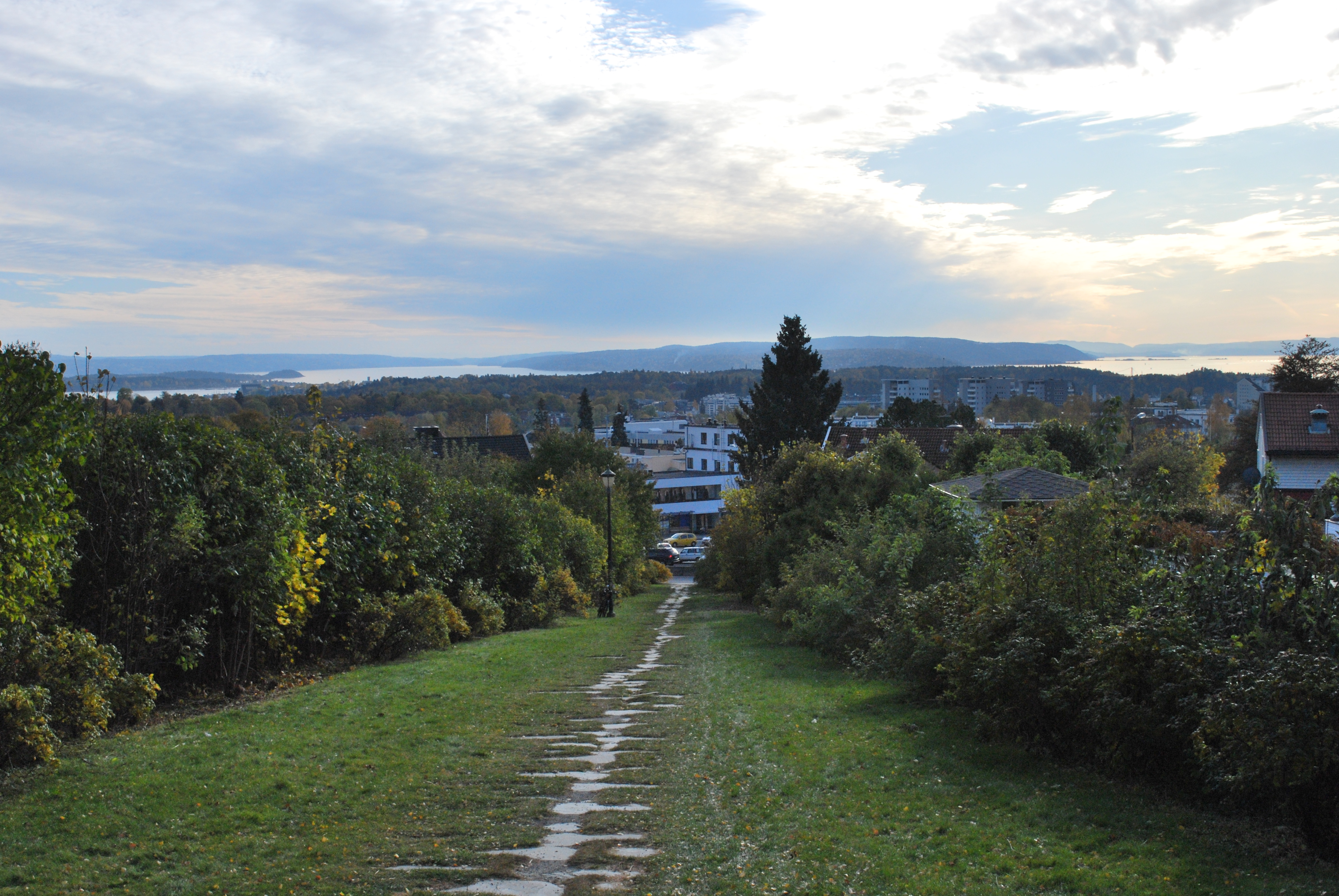
شمال سميستاد
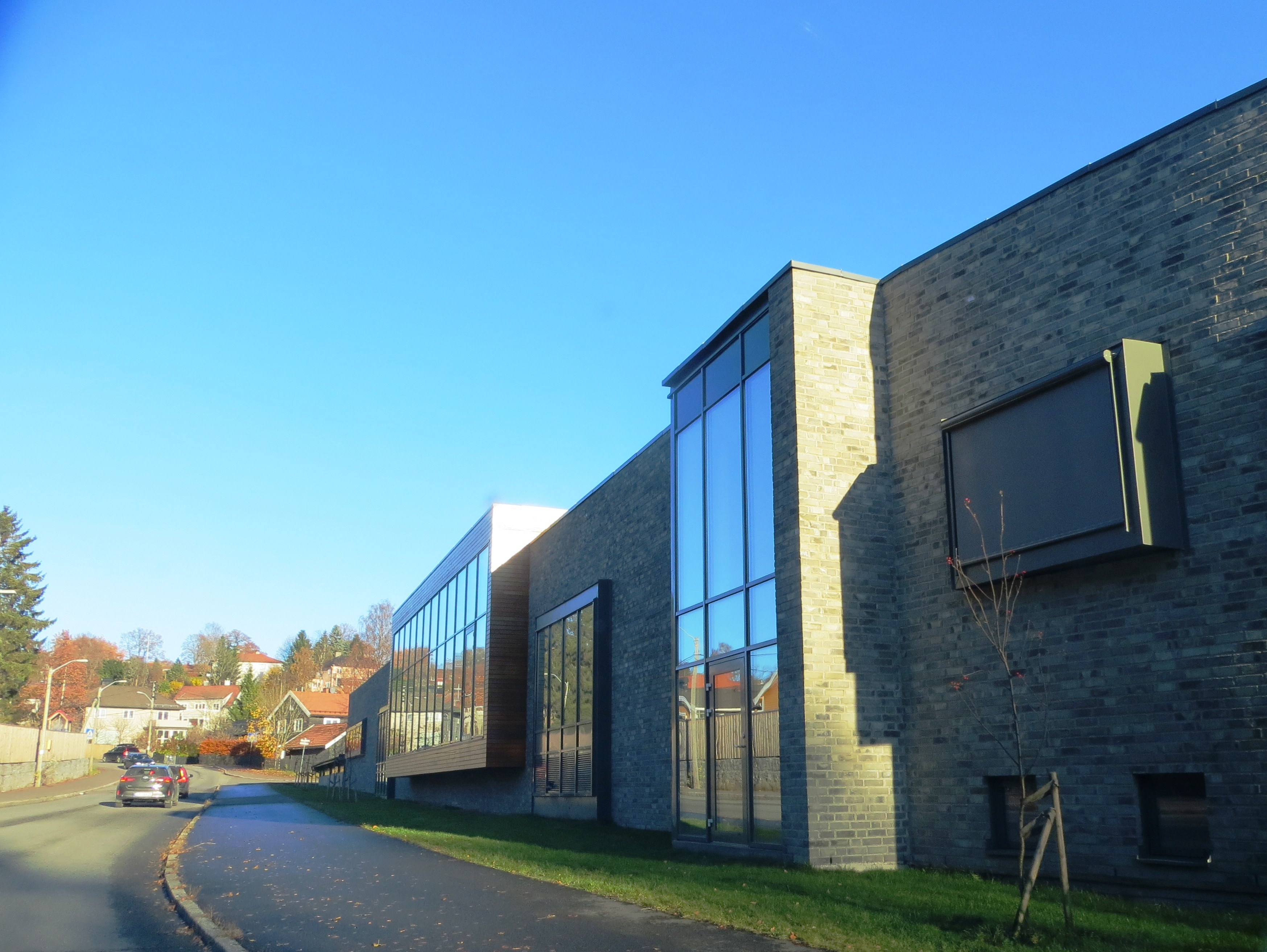